# 中床机电工业集团
中床机电工业集团，1995年由當時中國機床總公司（1979年建立）組成而設，主要从事机床、工具及相关产品的进出口贸易和国内营销业务。但直至1997年，已被和其他相關企業組成中國機械工業集團有限公司取代。